# Hylaeus sonorensis
Hylaeus sonorensis är en biart som beskrevs av Cockerell 1924. Hylaeus sonorensis ingår i släktet citronbin, och familjen korttungebin. Inga underarter finns listade i Catalogue of Life.